# Phthoa brasiliensis
Phthoa brasiliensis is een insect uit de orde Phasmatodea en de familie Diapheromeridae. De wetenschappelijke naam van deze soort is voor het eerst geldig gepubliceerd in 1938 door Piza. Zoals de wetenschappelijke naam doet vermoeden, komt deze soort voor in Brazilië.